# Nicolas Zdichynec
Nicolas Zdichynec (* 28. Jänner 2002 in Wien) ist ein österreichischer Fußballspieler.

## Karriere

### Verein
Zdichynec begann seine Karriere beim ASK Ebreichsdorf. Im März 2010 wechselte er in die Jugend des FC Admira Wacker Mödling, bei dem er ab der Saison 2016/17 auch in der Akademie spielte. Im August 2018 debütierte er gegen den FCM Traiskirchen für die Amateure der Admira in der Regionalliga. In der Saison 2018/19 kam er zu zwei Regionalligaeinsätzen. Zur Saison 2019/20 rückte er in den Kader der Profis der Admira. In jener Saison stand er allerdings nie im Spieltagskader, für die Amateure absolvierte er elf Partien. Zur Saison 2020/21 rückte er wieder zurück in den Regionalligakader.
Für die Amateure absolvierte er 2020/21 bis zum Saisonabbruch im Amateurbereich sieben Partien. Im Mai 2021 debütierte er schließlich für die Profis in der Bundesliga, als er am 32. Spieltag der Saison 2020/21 gegen den SCR Altach in der 71. Minute für Marco Hausjell eingewechselt wurde. Dies blieb sein einziger Einsatz für die Profis der Admira. Nach zudem insgesamt 20 Regionalligaeinsätzen für die Amateure wechselte er zur Saison 2021/22 innerhalb der Bundesliga zur SV Ried. Für Ried kam er in der Saison 2021/22 jedoch ausschließlich für die Amateure in der Regionalliga zum Einsatz.
Daher wurde er zur Saison 2022/23 an den Zweitligisten SK Vorwärts Steyr verliehen. Während der Leihe kam er zu 21 Einsätzen für Steyr in der 2. Liga, aus der der Verein aber abstieg. Zur Saison 2023/24 kehrte er dann nicht mehr nach Ried zurück, sondern wechselte zum Regionalligisten FCM Traiskirchen. Für Traiskirchen machte er 28 Partien in der Regionalliga.
Zur Saison 2024/25 kehrte er zur mittlerweile zweitklassigen Admira zurück. Bei der Admira kam er bis zur Winterpause aber ausschließlich für die Amateure zum Einsatz. Daraufhin wechselte Zdichynec im Jänner 2025 leihweise zurück nach Traiskirchen. Für Traiskirchen kam er zu weiteren 14 Einsätzen.
Zur Saison 2025/26 kehrte er nicht mehr zur Admira zurück, sondern wechselte innerhalb der 2. Liga zur Reserve des FK Austria Wien.

### Nationalmannschaft
Zdichynec spielte im April 2017 erstmals für eine österreichische Jugendnationalauswahl. Im September 2018 debütierte er gegen Zypern für die österreichische U-17-Auswahl. Mit dieser nahm er 2019 auch an der EM teil. Bei dieser kam er in allen drei Partien zum Einsatz, mit Österreich schied er jedoch punktelos als Letzter der Gruppe D in der Vorrunde aus.
Im September 2019 spielte er gegen Irland erstmals für das U-18-Team. 